# Hemeroblemma paramoea
Hemeroblemma paramoea là một loài bướm đêm trong họ Erebidae.